# Cartodere peruvianus
Cartodere peruvianus is een keversoort uit de familie schimmelkevers (Latridiidae). De wetenschappelijke naam van de soort werd in 1974 gepubliceerd door Roger Dajoz.